# Туньжа
Туньжа — село в Чойском муниципальном районе Республики Алтай России, входит в Паспаульское сельское поселение.

## Название
Тунja (Тунжа, Туньджа, Тунjы) в переводе с алтайского — речка, долина, сенокосное угодье. (Топонимический словарь Горного Алтая О. Т. Молчанова 1979 г. с.317). Возможно другое значение: лиственница + речка, восстанавливающаяся после дождя( см. Словарь Э. Г. Беккер 1970 г. с.8).

## География
Село расположено к востоку от Горно-Алтайска, в долине реки Малой Иши.Расположена в 58 км. от Горно-Алтайска, в 6 км. от села Чоя.
в 2000 — 2001 году на востоке от села был установлен GPS-датчик (TUNZ) Алтайской геодинамической сети.

## Население
| 2010 | 2011 | 2012 | 2013 | 2014 | 2015 | 2016 |
| ---- | ---- | ---- | ---- | ---- | ---- | ---- |
| 238  | →238 | →238 | ↘237 | ↗250 | ↗253 | ↗256 |

## Экономика
Население занимается заготовкой древесины, действует предприятие лесопереработки, практикует пчеловодство, сбор кедрового ореха.

## Достопримечательности
К северу от села расположено урочище Кочкино, используемое для сенокоса. На этом месте до 80-х годов XX века существовало село.